# آآآگس
آآآگس (نام علمی: Aaages) نام یک سرده از تیره کفش‌دوزک است.